# Compagnie des chemins de fer à voie étroite et tramways à vapeur du Tarn

La Compagnie des chemins de fer à voie étroite et tramways à vapeur du Tarn (TVT) est une ancienne entreprise ferroviaire du département du Tarn qui exploitait un réseau de chemin de fer secondaire à voie étroite (60 cm) de 1895 à 1937.

## Histoire

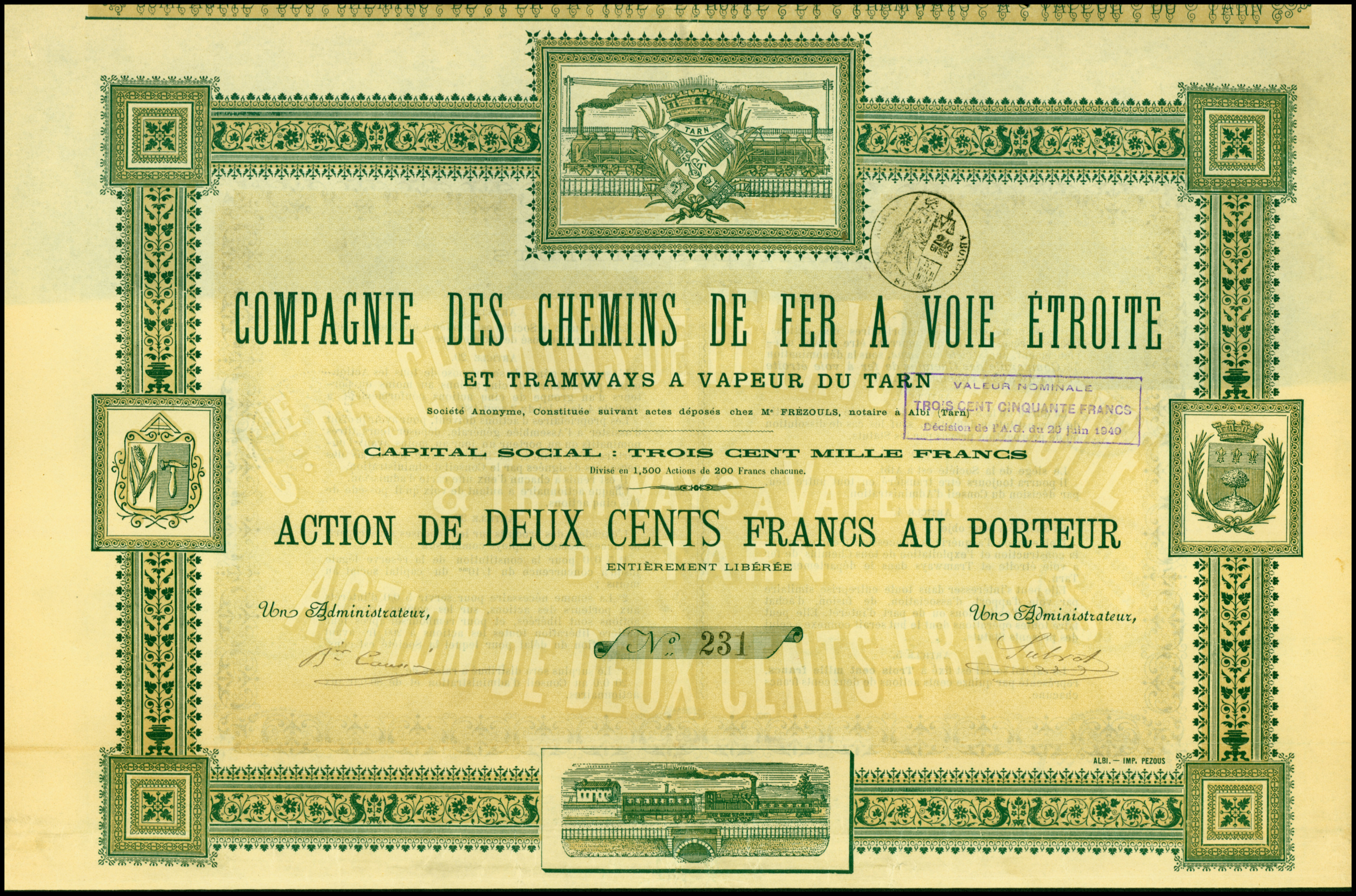
Action de la Comp. des Chemins de Fer a Voie Étroite et Tramways a Vapeur du Tarn

À la fin du XIXe siècle, les mégisseries de Graulhet se retrouvent à l'écart des lignes créées par les grandes compagnies. La gare la plus proche se situe à Laboutarié à 13 km.
Après l'étude de plusieurs projets, la Compagnie des chemins de fer à voie étroite et tramways à vapeur du Tarn (TVT) est créée en 1895, avec l'ouverture d'une première ligne de Graulhet à Laboutarié.
Deux autres lignes vont être ouvertes, en 1903 de Graulhet à Lavaur et le 11 avril 1925 de La Ramière à Saint-Sulpice. Des travaux sont engagés pour une ligne supplémentaire de Saint-Sulpice à Salvagnac, déclarée d'utilité publique en 1913, elle ne sera pas achevée.
Le transfert sur route du trafic de la ligne La Ramière - Saint-Sulpice intervient le 20 juin 1931. La fermeture définitive de l'ensemble du réseau est décidé par décret le 20 mai 1937. La compagnie TVT ferme les trafics voyageurs et marchandises le 30 juin 1937.

## Infrastructures et matériels

### Les lignes
À son apogée, le réseau TVT comporte trois lignes totalisant 46 km en voie étroite de 60 cm.
- Graulhet - Laboutarié : 12 km, ouverture 1895, fermeture voyageurs 1931.
- Graulhet - Lavaur : 20 km, ouverture le 25 mai 1903[4], fermeture voyageurs 1937.
- La Ramière - Saint-Sulpice : 14 km ouverture le 11 avril 1925, fermeture voyageurs 1931.

Le centre du réseau est situé à Graulhet où se trouvent le dépôt et les ateliers.

## Gares de jonction
- Gare de Lavaur avec la compagnie du Midi
- Gare de Saint-Sulpice-sur-Tarn avec la compagnie du Midi
- Gare de Laboutarié avec la compagnie du Midi

## Matériel roulant

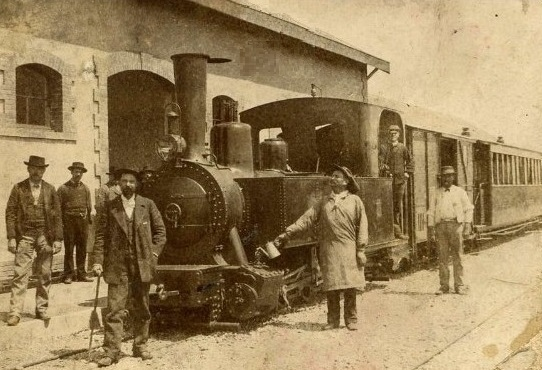
Locomotive Decauville type 031 t

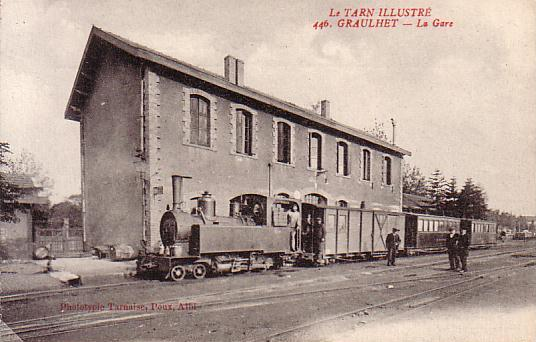
Locomotive Weidknecht type 230 t

- Locomotives Decauville type 031 t (10 t)
  - No 203/1895 'Realmontoise'
  - No 204/1895 'Mondragonne'
  - No 205/1895 'Graulhetoise'
- Locomotives Weidknecht type 230 t
  - No 529/1889 'Marie-Louise' (ex Entreprise Dupuy & Legrand)
  - No 698/1902 No 4
  - No 699/1902 No 5
  - No ?/1913 No 6[5]
- autorail Berliet (après 1925)

## Les horaires

### Horaires 1913[1](Tableau de l'indicateur)
| CHEMIN DE FER ET TRAMWAYS DU TARN | CHEMIN DE FER ET TRAMWAYS DU TARN | CHEMIN DE FER ET TRAMWAYS DU TARN | CHEMIN DE FER ET TRAMWAYS DU TARN | Horaires 25 juin 1913        | Horaires 25 juin 1913 | (1re et 2e classe) | (1re et 2e classe) | (1re et 2e classe) |       |
| CHEMIN DE FER ET TRAMWAYS DU TARN | CHEMIN DE FER ET TRAMWAYS DU TARN | CHEMIN DE FER ET TRAMWAYS DU TARN | CHEMIN DE FER ET TRAMWAYS DU TARN | Ligne de Laboutarié à Lavaur |                       |                    |                    |                    |       |
| CHEMIN DE FER ET TRAMWAYS DU TARN | CHEMIN DE FER ET TRAMWAYS DU TARN | CHEMIN DE FER ET TRAMWAYS DU TARN | CHEMIN DE FER ET TRAMWAYS DU TARN | Graulhet à Lavaur            |                       |                    |                    |                    |       |
|                                   | 10                                | 12                                | 20 (I)                            | II                           |                       | 10                 | 12                 | 20 (I)             | II    |
| Graulhet Station                  | 06:40                             | 09:14                             | 12:15                             | 17:35                        | Lavaur Station        | 09:00              | 14:00              | 15:55              | 20:25 |
| Graulhet St Projet                | 06:46                             | 09:20                             | 12:21                             | 17:41                        | Lavaur-Ville          | 09:04              | 14:05              | 16:00              | 20:30 |
| Busque-Cabanés                    | 06:56                             | 09:30                             | 12:31                             | 17:51                        | Pont d'Ambres         | 09:13              | 14:11              | 16:08              | 20:38 |
| Ricardens                         | 07:00                             | 09:34                             | 12:35                             | 17:55                        | Ambres                | 09:16              | 14:16              | 16:11              | 20:41 |
| Briatexte-Ville                   | 07:09                             | 09:43                             | 12:44                             | 18:04                        | Giroussens            | 09:25              | 14:21              | 16:21              | 20:51 |
| Briatexte-Station                 | 07:17                             | 09:50                             | 12:47                             | 18:07                        | Puybegon - ST Sernin  | 09:37              | 14:38              | 16:33              | 21:03 |
| Puybegon - Saint-Sernin           | 07:28                             | 10:01                             | 12:58                             | 18:18                        | Briatexte-Station     | 09:49              | 14:50              | 16:43              | 21:13 |
| Giroussens                        | 07:39                             | 10:12                             | 13:09                             | 18:29                        | Briatexte-Ville       | 09:52              | 14:53              | 16:48              | 21:18 |
| Ambres                            | 07:49                             | 10:25                             | 13:19                             | 18:39                        | Ricardens             | 10:01              | 15:02              | 16:57              | 21:27 |
| Pont d'Ambres                     | 07:52                             | 10:28                             | 13:22                             | 18:42                        | Busque-Cabanés        | 10:05              | 15:06              | 17:01              | 21:31 |
| Lavaur-Ville                      | 08:02                             | 10:38                             | 13:32                             | 18:52                        | Graulhet ST Projet    | 10:13              | 15:16              | 17:11              | 21:41 |
| Lavaur Station                    | 08:05                             | 10:41                             | 13:35                             | 18:55                        | Graulhet Station      | 10:28              | 15:20              | 17:15              | 21:45 |

Vitesse moyenne de 15 km/h.
La ligne vers Saint Sulpice n'est pas encore ouverte.
3 ou 4 A/R par jour en 1h20 entre Graulhet et Lavaur.

### Horaires 1928[6](tableau de l'indicateur)
| CHEMIN DE FER ET TRAMWAYS DU TARN                                                    | CHEMIN DE FER ET TRAMWAYS DU TARN | CHEMIN DE FER ET TRAMWAYS DU TARN | CHEMIN DE FER ET TRAMWAYS DU TARN | Horaires 1928        | (1re et 2e classe) | (1re et 2e classe) |       |
| En cas de retard des trains des grands réseaux, la correspondance n'est pas garantie |                                   |                                   |                                   |                      |                    |                    |       |
| Graulhet à Laboutarié                                                                |                                   |                                   |                                   |                      |                    |                    |       |
| (159)                                                                                |                                   |                                   |                                   | (Station)            |                    |                    |       |
| ●Graulhet (Stat)                                                                     | 6:10                              | 12:38                             | 17:10                             | ●Laboutarié          | 09:20              | 14:30              | 19:00 |
| Montdragon                                                                           | 6:50                              | 13:18                             | 17:50                             | Laboutarié (Village) | 09:28              | 14:38              | 19:08 |
| Laboutarié (Village)                                                                 | 6:56                              | 13:24                             | 17:56                             | Montdragon           | 09:34              | 14:44              | 19:14 |
| ●Laboutarié                                                                          | 7:03                              | 13:31                             | 18:03                             | ●Graulhet            | 10:13              | 15:23              | 19:53 |
| Graulhet à Saint-Sulpice                                                             |                                   |                                   |                                   |                      |                    |                    |       |
| (158)                                                                                |                                   | Samedi                            |                                   | (Station)            |                    | Samedi             |       |
| ●Graulhet Station                                                                    | 05:40                             | 09:30                             | 16:30                             | ●ST Sulpice          | 09:20              |                    | 18:55 |
| Busque-Cabanés                                                                       | 05:55                             | 09:45                             | 16:45                             | ST Sulpice (Ville)   | 09:24              | de                 | 18:59 |
| Briatexte-Station                                                                    | 06:15                             | 10:05                             | 17:05                             | ST Lieux             | 09:44              | Lavaur             | 19:19 |
| Puybegon - Saint-Sernin                                                              | 06:28                             | 10:18                             | 17:18                             | Giroussens           | 09:49              | ↓                  | 19:24 |
| ●La Ramière                                                                          | 06:43                             | 10:30                             | 17:33                             | La Ramière           | 10:07              | 17:00              | 19:42 |
| Giroussens                                                                           | 06:57                             | ↓                                 | 17:47                             | Puybegon - St-Sernin | 10:18              | 17:19              | 19:53 |
| St-Lieux                                                                             | 07:02                             | vers                              | 17:52                             | Briatexte-Station    | 10:34              | 17:37              | 20:09 |
| St-Sulpice (Ville)                                                                   | 07:22                             | Lavaur                            | 18:12                             | Busque-Cabanés       | 10:51              | 17:54              | 20:26 |
| ●St-Sulpice                                                                          | 07:25                             |                                   | 18:15                             | ●Graulhet            | 11:05              | 18:08              | 20:40 |
| (130,150) (Station)                                                                  |                                   |                                   |                                   | (Station)            |                    |                    |       |
| La Ramière à Lavaur                                                                  |                                   |                                   |                                   |                      |                    |                    |       |
| (159)                                                                                |                                   | Samedi                            |                                   |                      |                    | Samedi             |       |
| ●La Ramière                                                                          | 06:40                             | 10:35                             | 17:35                             | ●Lavaur (Station)    | 09:40              | 16:30              | 19:15 |
| Ambres                                                                               | 06:50                             | 10:45                             | 17:45                             | Lavaur (Ville)       | 09:44              | 16:34              | 19:19 |
| Lavaur (Ville)                                                                       | 07:02                             | 10:57                             | 17:57                             | Ambres               | 09:56              | 16:46              | 19:31 |
| ●Lavaur Station                                                                      | 07:05                             | 11:00                             | 18:00                             | ●La Ramière          | 10:05              | 16:55              | 19:40 |
| (150)                                                                                |                                   |                                   |                                   |                      |                    |                    |       |

Vitesse moyenne de 15 km/h.
3 A/R par jour en 53 min entre Laboutarié et Graulhet.
2 A/R par jour d'environ 1h45 entre Graulhet et Saint-Sulpice et un le samedi vers Lavaur en 1h30.
2 A/R par jour en 25 min tous les jours entre La Ramière et Lavaur en correspondance depuis ou vers Graulhet.
Pas de liaison directe en transit à Graulhet.

### Horaires 1930[1](Tableau de la compagnie)
| Compagnie des Chemins de Fer à Voie Etroite et Tramways à Vapeur du Tarn                    | Compagnie des Chemins de Fer à Voie Etroite et Tramways à Vapeur du Tarn | Compagnie des Chemins de Fer à Voie Etroite et Tramways à Vapeur du Tarn | Compagnie des Chemins de Fer à Voie Etroite et Tramways à Vapeur du Tarn | Compagnie des Chemins de Fer à Voie Etroite et Tramways à Vapeur du Tarn | Marche des trains à partir du 15 mai 1930 | Marche des trains à partir du 15 mai 1930 | Marche des trains à partir du 15 mai 1930 | Marche des trains à partir du 15 mai 1930 | Marche des trains à partir du 15 mai 1930 | Marche des trains à partir du 15 mai 1930 |          |
| Compagnie des Chemins de Fer à Voie Etroite et Tramways à Vapeur du Tarn                    | Compagnie des Chemins de Fer à Voie Etroite et Tramways à Vapeur du Tarn | Compagnie des Chemins de Fer à Voie Etroite et Tramways à Vapeur du Tarn | Compagnie des Chemins de Fer à Voie Etroite et Tramways à Vapeur du Tarn | Compagnie des Chemins de Fer à Voie Etroite et Tramways à Vapeur du Tarn | Ligne de Laboutarié à ST Sulpice          |                                           |                                           |                                           |                                           |                                           |          |
| Compagnie des Chemins de Fer à Voie Etroite et Tramways à Vapeur du Tarn                    | Compagnie des Chemins de Fer à Voie Etroite et Tramways à Vapeur du Tarn | Compagnie des Chemins de Fer à Voie Etroite et Tramways à Vapeur du Tarn | Compagnie des Chemins de Fer à Voie Etroite et Tramways à Vapeur du Tarn | Compagnie des Chemins de Fer à Voie Etroite et Tramways à Vapeur du Tarn | avec Embranchement de Lavaur              |                                           |                                           |                                           |                                           |                                           |          |
| Graulhet à Laboutarié                                                                       |                                                                          |                                                                          |                                                                          |                                                                          |                                           |                                           |                                           |                                           |                                           |                                           |          |
|                                                                                             |                                                                          |                                                                          |                                                                          |                                                                          |                                           |                                           |                                           |                                           |                                           |                                           |          |
| Stations                                                                                    |                                                                          | Train 1                                                                  |                                                                          | Train 3                                                                  | Train 5                                   |                                           |                                           | Train 2                                   | Train 4                                   |                                           | Train 6  |
| Graulhet Station                                                                            |                                                                          | 6:20                                                                     |                                                                          | 12:50                                                                    | 17:10                                     | Laboutarié Station                        |                                           | 09:20                                     | 14:30                                     |                                           | 18:55    |
| Ferran                                                                                      |                                                                          | 6:28                                                                     |                                                                          | 12:58                                                                    | 17:18                                     | Laboutarié Ville                          |                                           | 09:28                                     | 14:38                                     |                                           | 19:03    |
| La Ventenaye                                                                                |                                                                          | 6:32                                                                     |                                                                          | 13:02                                                                    | 17:22                                     | Montdragon                                |                                           | 09:34                                     | 14:44                                     |                                           | 19:09    |
| ST Hilaire                                                                                  |                                                                          | 6:43                                                                     |                                                                          | 13:13                                                                    | 17:33                                     | Le Pont Vieux                             |                                           | 09:38                                     | 14:48                                     |                                           | 19:13    |
| Le Bruc                                                                                     |                                                                          | 6:50                                                                     |                                                                          | 13:20                                                                    | 17:40                                     | Le Bruc                                   |                                           | 09:44                                     | 14:54                                     |                                           | 19:19    |
| Le Pont Vieux                                                                               |                                                                          | 6:56                                                                     |                                                                          | 13:26                                                                    | 17:46                                     | ST Hilaire                                |                                           | 09:51                                     | 15:01                                     |                                           | 19:26    |
| Montdragon                                                                                  |                                                                          | 7:00                                                                     |                                                                          | 13:30                                                                    | 17:50                                     | La Ventenaye                              |                                           | 10:02                                     | 15:12                                     |                                           | 19:37    |
| Laboutarié Ville                                                                            |                                                                          | 7:06                                                                     |                                                                          | 13:36                                                                    | 17:56                                     | Ferran                                    |                                           | 10:06                                     | 15:16                                     |                                           | 19:41    |
| Laboutarié Station                                                                          |                                                                          | 7:13                                                                     |                                                                          | 13:43                                                                    | 18:03                                     | Graulhet Station                          |                                           | 10:13                                     | 15:23                                     |                                           | 19:48    |
| Graulhet à Saint Sulpice                                                                    |                                                                          |                                                                          |                                                                          |                                                                          |                                           |                                           |                                           |                                           |                                           |                                           |          |
|                                                                                             |                                                                          |                                                                          | Samedi                                                                   |                                                                          |                                           |                                           |                                           |                                           |                                           | Samedi                                    |          |
| Stations                                                                                    |                                                                          | Train 11                                                                 | Train 31                                                                 |                                                                          | Train 15                                  | Stations                                  |                                           | Train 12                                  |                                           | Train 36                                  | Train 16 |
| Graulhet Station                                                                            |                                                                          | 05:40                                                                    | 09:30                                                                    |                                                                          | 16:30                                     | ST Sulpice Station                        |                                           | 09:20                                     |                                           | de                                        | 18:55    |
| Graulhet St Projet                                                                          |                                                                          | 05:45                                                                    | 09:35                                                                    |                                                                          | 16:35                                     | ST Sulpice Ville                          |                                           | 09:24                                     |                                           | Lavaur                                    | 18:59    |
| Busque-Cabanés                                                                              |                                                                          | 05:55                                                                    | 09:45                                                                    |                                                                          | 16:45                                     | La Mouline                                |                                           | 09:36                                     |                                           |                                           | 19:11    |
| Ricardens                                                                                   |                                                                          | 06:00                                                                    | 09:50                                                                    |                                                                          | 16:50                                     | ST Lieux                                  |                                           | 09:44                                     |                                           |                                           | 19:19    |
| Briatexte-Ville                                                                             |                                                                          | 06:08                                                                    | 09:58                                                                    |                                                                          | 16:58                                     | Giroussens                                |                                           | 09:49                                     |                                           |                                           | 19:24    |
| Briatexte-Station                                                                           | A                                                                        | 06:11                                                                    | 10:01                                                                    |                                                                          | 17:01                                     | Les Martels                               |                                           | 09:54                                     |                                           |                                           | 19:29    |
|                                                                                             | D                                                                        | 06:15                                                                    | 10:05                                                                    |                                                                          | 17:05                                     | La Ramière                                | A                                         | 10:02                                     |                                           |                                           | 19:37    |
| La Barrière                                                                                 |                                                                          | 06:21                                                                    | 10:11                                                                    |                                                                          | 17:11                                     |                                           | D                                         | 10:07                                     |                                           | 16:30                                     | 19:42    |
| Puybegon - Saint-Sernin                                                                     |                                                                          | 06:28                                                                    | 10:18                                                                    |                                                                          | 17:18                                     | Puybegon - ST Sernin                      |                                           | 10:18                                     |                                           | 16:41                                     | 19:53    |
| La Ramière                                                                                  | A                                                                        | 06:38                                                                    | 10:30                                                                    |                                                                          | 17:28                                     | La Barrière                               |                                           | 10:25                                     |                                           | 16:48                                     | 20:00    |
|                                                                                             | D                                                                        | 06:43                                                                    |                                                                          |                                                                          | 17:33                                     | Briatexte-Station                         | A                                         | 10:30                                     |                                           | 16:59                                     | 20:05    |
| Les Martels                                                                                 |                                                                          | 06:52                                                                    |                                                                          |                                                                          | 17:42                                     |                                           | D                                         | 10:34                                     |                                           | 17:03                                     | 20:09    |
| Giroussens                                                                                  |                                                                          | 06:57                                                                    |                                                                          |                                                                          | 17:47                                     | Briatexte-Ville                           |                                           | 10:38                                     |                                           | 17:07                                     | 20:13    |
| ST Lieux                                                                                    |                                                                          | 07:02                                                                    |                                                                          |                                                                          | 17:52                                     | Ricardens                                 |                                           | 10:46                                     |                                           | 17:15                                     | 20:21    |
| La Mouline                                                                                  |                                                                          | 07:10                                                                    | Vers                                                                     |                                                                          | 18:00                                     | Busque-Cabanés                            |                                           | 10:51                                     |                                           | 17:20                                     | 20:26    |
| ST Sulpice Ville                                                                            |                                                                          | 07:22                                                                    | Lavaur                                                                   |                                                                          | 18:12                                     | Graulhet ST Projet                        |                                           | 11:03                                     |                                           | 17:30                                     | 20:36    |
| ST Sulpice Station                                                                          |                                                                          | 07:25                                                                    |                                                                          |                                                                          | 18:15                                     | Graulhet Station                          |                                           | 11:06                                     |                                           | 17:33                                     | 20:40    |
| La Ramière à Lavaur                                                                         |                                                                          |                                                                          |                                                                          |                                                                          |                                           |                                           |                                           |                                           |                                           |                                           |          |
|                                                                                             |                                                                          |                                                                          | Samedi                                                                   |                                                                          |                                           |                                           |                                           |                                           |                                           | Samedi                                    |          |
| Stations                                                                                    |                                                                          | Train 21                                                                 | Train 33                                                                 |                                                                          | Train 23                                  | Stations                                  |                                           | Train 22                                  |                                           | Train 36                                  | Train 24 |
| La Ramière                                                                                  |                                                                          | 06:40                                                                    | 10:35                                                                    |                                                                          | 17:35                                     | Lavaur Station                            |                                           | 09:40                                     |                                           | 16:00                                     | 19:15    |
| Ambres                                                                                      |                                                                          | 06:50                                                                    | 10:45                                                                    |                                                                          | 17:45                                     | Lavaur-Ville                              |                                           | 09:44                                     |                                           | 16:04                                     | 19:19    |
| Pont d'Ambres                                                                               |                                                                          | 06:53                                                                    | 10:48                                                                    |                                                                          | 17:48                                     | Pont d'Ambres                             |                                           | 09:53                                     |                                           | 16:13                                     | 19:28    |
| Lavaur-Ville                                                                                |                                                                          | 07:02                                                                    | 10:57                                                                    |                                                                          | 17:57                                     | Ambres                                    |                                           | 09:56                                     |                                           | 16:16                                     | 19:31    |
| Lavaur Station                                                                              |                                                                          | 07:05                                                                    | 11:00                                                                    |                                                                          | 18:00                                     | La Ramière                                |                                           | 10:05                                     |                                           | 16:25                                     | 19:40    |
| Les trains comportent des places de 1re et 2e classe en nombre limité                       |                                                                          |                                                                          |                                                                          |                                                                          |                                           |                                           |                                           |                                           |                                           |                                           |          |
| Nota : En cas de retard des trains des grands réseaux, la correspondance n'est pas garantie |                                                                          |                                                                          |                                                                          |                                                                          |                                           |                                           |                                           |                                           |                                           |                                           |          |

Peu de changement par rapport à 1928

### Horaires 1933[7](Tableau de l'indicateur)
| CHEMIN DE FER ET TRAMWAYS DU TARN                                                            | CHEMIN DE FER ET TRAMWAYS DU TARN | CHEMIN DE FER ET TRAMWAYS DU TARN | CHEMIN DE FER ET TRAMWAYS DU TARN | Horaires mai 1933    | (1re et 2e classe) | (1re et 2e classe) | (1re et 2e classe) |                   |
| Servie d'été non parvenu au moment de la mise sous presse                                    |                                   |                                   |                                   |                      |                    |                    |                    |                   |
| Nota. - En cas de retard des trains des grands réseaux, la correspondance n'est pas garantie |                                   |                                   |                                   |                      |                    |                    |                    |                   |
| J Graulhet à Laboutarié (Service assuré par Autobus) J                                       |                                   |                                   |                                   |                      |                    |                    |                    |                   |
| (198)                                                                                        |                                   |                                   |                                   | (Station)            |                    |                    |                    |                   |
| ●Graulhet Station                                                                            | 6:45                              | 13:30                             | 18:00                             | ●Laboutarié Station  | 09:30              | 14:45              | 19:00              |                   |
| Montdragon                                                                                   | 7:07                              | 13:52                             | 18:22                             | Laboutarié Ville     | 09:34              | 14:49              | 19:04              |                   |
| Laboutarié Ville                                                                             | 1:11                              | 13:56                             | 18:26                             | Montdragon           | 09:38              | 14:53              | 19:08              |                   |
| ●Laboutarié                                                                                  | 7:14                              | 14:00                             | 18:30                             | ●Graulhet            | 10:00              | 15:15              | 19:30              |                   |
| (Station)(188)                                                                               |                                   |                                   |                                   | (Station)            |                    |                    |                    |                   |
| K Graulhet à Saint-Sulpice K                                                                 |                                   |                                   |                                   |                      |                    |                    |                    |                   |
| (199)                                                                                        | (٭)                               | Samedi                            | (٭)                               | (Station)            | (٭)                | Samedi             | (٭)                | (٭) : Autobus     |
| ●Graulhet Station                                                                            | 06:15                             | 09:30                             | 17:00                             | ●ST Sulpice Station  | 09:00              | de                 | 19:00              |                   |
| Busque-Cabanés                                                                               | 06:21                             | 09:45                             | 17:06                             | ST Sulpice Ville     | 09:02              | Lavaur             | 19:02              |                   |
| Briatexte-Station                                                                            | 06:33                             | 10:05                             | 17:18                             | ST Lieux             | 09:14              |                    | 19:14              |                   |
| Puybegon - Saint-Sernin                                                                      | 06:39                             | 10:18                             | 17:24                             | Giroussens           | 09:16              |                    | 19:16              |                   |
| ●La Ramière (199)                                                                            | 06:49                             | 10:30                             | 17:34                             | La Ramière           | 09:30              | 16:30              | 19:30              |                   |
| Giroussens                                                                                   | 06:59                             |                                   | 17:44                             | Puybegon - ST Sernin | 09:36              | 16:41              | 19:36              |                   |
| St-Lieux                                                                                     | 07:01                             | vers                              | 17:46                             | Briatexte-Station    | 09:46              | 17:03              | 19:46              |                   |
| St-Sulpice-Ville                                                                             | 07:13                             | Lavaur                            | 17:58                             | Busque-Cabanés       | 09:54              | 17:20              | 19:54              |                   |
| ●St-Sulpice Station                                                                          | 07:15                             |                                   | 18:00                             | ●Graulhet Station    | 10:00              | 17:34              | 20:00              |                   |
| (Station)(162, 188)                                                                          |                                   |                                   |                                   | (Station)            |                    |                    |                    |                   |
| L La Ramière à Lavaur L                                                                      |                                   |                                   |                                   |                      |                    |                    |                    |                   |
| (199)                                                                                        | (♦)                               | Samedi                            | (♦)                               | (Station)            | (♦)                | Samedi             | (♦)                | (♦) : Automotrice |
| ●La Ramière                                                                                  | 06:45                             | 10:35                             | 17:35                             | ●Lavaur              | 08:55              | 16:00              | 19:08              |                   |
| Ambres                                                                                       | 06:50                             | 10:45                             | 17:40                             | Lavaur-Ville         | 08:58              | 16:04              | 19:11              |                   |
| Lavaur-Ville                                                                                 | 07:02                             | 10:57                             | 17:52                             | Ambres               | 09:10              | 16:16              | 19:23              |                   |
| ●Lavaur                                                                                      | 07:05                             | 11:00                             | 17:55                             | ●La Ramière          | 09:15              | 16:25              | 19:28              |                   |
| (Station)(188)                                                                               |                                   |                                   |                                   |                      |                    |                    |                    |                   |

Mise sur route de la section, Laboutarié - Graulhet : Trajet en bus "rapides" à la vitesse moyenne de 26 km/h.
Mise sur route de la section La Ramière - Saint-Sulpice : Trajet en bus "rapides" à la vitesse moyenne de 27,5 km/h.
Un seul train vapeur A/R, le samedi, de Graulhet à Lavaur. 
Utilisation de l'unique automotrice pour 2 A/R entre La Ramière et Lavaur : Vitesse moyenne 18 km/h.

## Chemin de fer touristique
Le Chemin de fer touristique du Tarn (CFTT) utilise une partie du tracé de la ligne Laboutarié - Saint Sulpice entre Saint Lieux lés Lavaur et Les Martels sur environ 3 km (en vert sur le schéma ci-dessus)